# Ja za tebja umru
Ja za tebja umru è un singolo del cantante russo Filipp Kirkorov, pubblicato nel 2001 come estratto dall'album in studio Vljublennij Bezumno Odinokij. 

## Descrizione
Ja za tebja umru è una cover in croato di (I Would) Die for You, canzone cantata originalmente in inglese e greco dal gruppo grego Antique. Esiste anche una cover realizzata in lingua russa.